# Love's a Loaded Gun
Love's a Loaded Gun è un singolo del cantante statunitense Alice Cooper, estratto dall'album Hey Stoopid nel 1991. Ha raggiunto la posizione numero 31 della Mainstream Rock Songs negli Stati Uniti e la numero 31 della Official Singles Chart nel Regno Unito. È uno dei tre singoli provenienti dall'album (gli altri due sono la title track e Feed My Frankenstein) che hanno lanciato Hey Stoopid nelle classifiche mondiali.
Il singolo presenta come lato B una cover di Fire di Jimi Hendrix.

## Tracce
7" Single Epic 657438-7
1. Love's a Loaded Gun – 4:11
2. Fire – 3:00

12" Picture LP Epic 657438-8
1. Love's a Loaded Gun – 4:11
2. Eighteen (Live) – 4:10
3. Fire – 3:00

## Formazione
- Alice Cooper – voce
- Stef Burns – chitarra
- Hugh McDonald – basso
- John Webster, Robert Bailey – tastiere
- Mickey Curry – batteria

## Classifiche
| Classifica (1991)             | Posizione massima |
| ----------------------------- | ----------------- |
| Finlandia                     | 26                |
| Regno Unito                   | 38                |
| Stati Uniti (mainstream rock) | 31                |